# Prorostlík
Prorostlík (Bupleurum) je rod rostlin z čeledi miříkovitých. Rostliny tohoto rodu se vyznačují pro čeleď netypickými nedělenými, celokrajnými listy a zvětšenými listeny okolíčků, které tak připomínají květy. Plodem jsou dvounažky.

## Druhy v Česku
V České republice bylo zjištěno celkem pět druhů prorostlíků. Zde uvedené stručné poznámky vycházejí z nové Květeny ČR.
- prorostlík dlouholistý (Bupleurum longifolium)
  - prorostlík dlouholistý pravý (B. l. longifolium) - lesní druh, roztroušeně v teplých oblastech Čech a Moravy
  - prorostlík dlouholistý fialový (B. l. vapincense) - horský druh, téměř výhradně v karech Krkonoš a Hrubého Jeseníku
- prorostlík nejtenčí (Bupleurum tenuissimum) - slanomilný druh, velmi vzácně v nížinách středních Čech a jižní Moravy
- prorostlík okrouhlolistý (Bupleurum rotundifolium) - teplomilný druh, dnes velmi vzácně ve středních Čechách a na jižní Moravě
- prorostlík prutnatý (Bupleurum affine) - stepní druh, u nás dosahuje severní hranice rozšíření (Podyjí, izolovaně vrch Homole u Vraného nad Vltavou)
- prorostlík srpovitý (Bupleurum falcatum) - hojně v teplých oblastech Čech a Moravy